# Камаль аль-Ганзури
Камаль аль-Ганзури (араб. كمال الجنزورى‎) (12 января 1933 — 31 марта 2021) — египетский экономист, назначенный Высшим советом Вооружённых сил премьер-министром Египта 24 ноября 2011 года. Ранее он занимал этот пост с 1996 по 1999 год. До повторного назначения премьер-министром Ганзури занимал пост министра планирования и международного сотрудничества.

## Биография
Камаль Ганзури родился 12 января 1933 года в городе Мунфия. Степень доктора философии получил в Университете Мичигана. Сам начал преподавать в египетских университетах и учебных заведениях в 1959 году.

### Ранняя карьера
Ганзури был членом правления академии административных наук с 1962 по 1967 год, а также — экономическим советником Арабского банка. Он был советником президента Анвара Садата. Он также был членом национальных советов по производству, образованию и сфере услуг. В 1974 году стал заместителем министра планирования и был им до 1975 года. Он был назначен на пост губернатора мухафаза Вади-эль-Гедид в 1976 году, а затем стал губернатором Бани-Суэф в 1977 году, но ушёл в отставку спустя всего шесть месяцев.

### Министр планирования и премьер-министр
Был назначен директором Национального института планирования в 1977 году после отставки с поста губернатора Бани-Суэф. Когда Хосни Мубарак пришел к власти в 1981 году, Ганзури стал министром планирования и международного сотрудничества. Он был также заместителем премьер-министра Египта с ноября 1986 по январь 1996 года.
2 января 1996 года Хосни Мубарак назначил Камаля аль-Ганзури премьер-министром Египта. Во время пребывания аль-Ганзури на этом посту в Египте был начат такой крупный проект, как «Новая Долина». Также успешно велось строительство второй ветки Каирского метрополитена. Он добился улучшения отношений Египта с Всемирным банком и с Международным валютным фондом.
Уровень бедности при Ганзури сократился с 21 % до 17 %.
Освобожден от должности премьер-министра 5 октября 1999 года.

### В XXI веке
После того, как Эссам Шараф ушёл в отставку с поста премьер-министра Египта 21 ноября 2011 года, ВСВС АРЕ назначил Камаля Ганзури и. о. председателя переходного правительства АРЕ и поручил сформировать новое коалиционное правительство 24 ноября 2011 года. 7 декабря 2011 года он был приведён к присяге как председатель переходного правительства АРЕ. Функции председатель правительства выполнял до вступления в должность нового премьера Хишама Кандиля.
Летом 2012 года президент Египта Мухаммед Мурси назначил аль-Ганзури советником президента.